# La mujer prohibida
La mujer prohibida é uma telenovela venezuelana-espanhola exibida em 1991 pela Venevisión.
No Brasil, foi exibida entre 1 de julho e 20 de novembro de 1998 pela Rede Mulher, no horário das 20h30 e depois às 16h30 de segunda a sexta, com 125 capítulos.
Em Portugal, foi exibida pela SIC de 10 de outubro de 1994 a 10 de Março de 1995, no horário das 11h.

## Sinopse
Irene é uma menina muda de 26 anos que é forçada a se casar com Germán Gallardo para salvar seu pai da prisão. Germán é um déspota, homem poderoso e arrogante, muito diferente de seu filho, Carlos Luis, a quem Irene conheceu antes de ser forçada a se casar com Germán.
Irene tenta encontrar a felicidade de todas as maneiras possíveis, mas descobre vários segredos de seu passado que podem destruí-la para sempre. O amor, a esperança, a paixão, o ciúme e a intriga serão os ingredientes desta ótima telenovela, que enquadram sua história forte e realista nas mais belas configurações da Venezuela e da Espanha.

## Elenco
- Andrés García - Germán Gallardo
- Mayra Alejandra - Irene Rivas
- Tatiana Capote - Yarima Báez de Gallardo
- Fernando Carrillo - Carlos Luis Gallardo
- Henry Galue - Diego Ley
- Miguel Alcántara - Alberto Moncada
- Concha Rosales - Pilar Martínez
- Liliana Durán - Flora
- Franciso Ferrari - Jesus Rivas
- Alberto Marín - Toneco
- Manuel Carrilo - Álvaro Ley
- Carolina Cristancho - Rosalinda Pacheco
- Chumico Romero - Lázaro
- Bárbara Mosquera - Peruca
- Hans Schiffer - Guavino
- Wilmer Ramírez - Chucho
- David Bermúdez - Cido
- Maria Antonieta Avallone - Milagrito
- Joel de la Rosa - Motorista Matias
- Carmen Julia Álvarez - Estella de Salvatorri
- Zoe Ducos - Fiorella di Salvatorri
- Daniela Alvarado - Martina Gallardo
- Juan Carlos Viva - Daniel
- Elizabeth López - Ivonne
- Marita Capote
- Marisela Buitriago
- Nancy González
- Angelica Arenas
- Andrés Magdaleno
- Eva Mondolfi
- Ramón Hinojosa
- Gonzalo Velutini
- María Elena Coello
- Gerardo Marrero
- Laura Zerpa
- Isabel Hungría
- Lucy Orta
- Juan Galeno
- Israel Maranatha
- Miguel David Díaz
- Marta Carbillo
- Jimmy Verdum
- Ana Massimo
- Adela Romero
- Carolina Muzziotti
- Iñaqui Guevara
- Angélica Castro
- Giovanni Duran
- María de Lourdes Devonish
- Ana Martínez
- Henry Salvat